# Seitengang

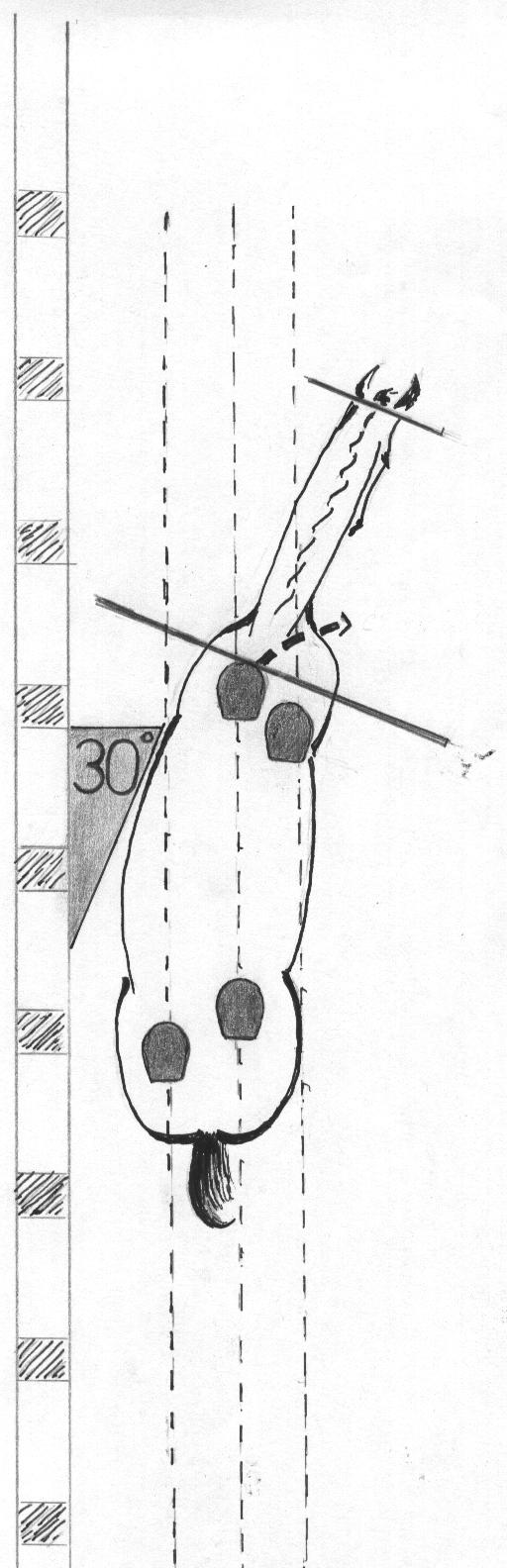
Abstellung und Hufschlaglinien beim Schulterherein

Unter einem Seitengang versteht man bestimmte erlernte Vorwärts-Seitwärts-Bewegungen eines Pferdes. Seitengänge können in allen Gangarten und allen Bahnfiguren geritten werden.

## Ausführung
Man unterscheidet die Seitengänge in „mit der Bewegungsrichtung gebogen“ (Travers und Renvers) und „gegen die Bewegungsrichtung gebogen“ (Schulterherein und Konterschulterherein).
In Schulterherein (Vorderteil in die Bahn gebogen) und Konterschulterherein (Vorderteil an die Wand gebogen) bewegt sich das Pferd auf gerader Linie und biegt seinen Leib zur Innenseite hin dergestalt, dass die Vorderbeine eine Spur weiter innen laufen als die Hinterbeine (Dreischlag) oder, dass die Vorderbeine zwei Spuren weiter innen laufen als die Hinterbeine (Vierschlag).

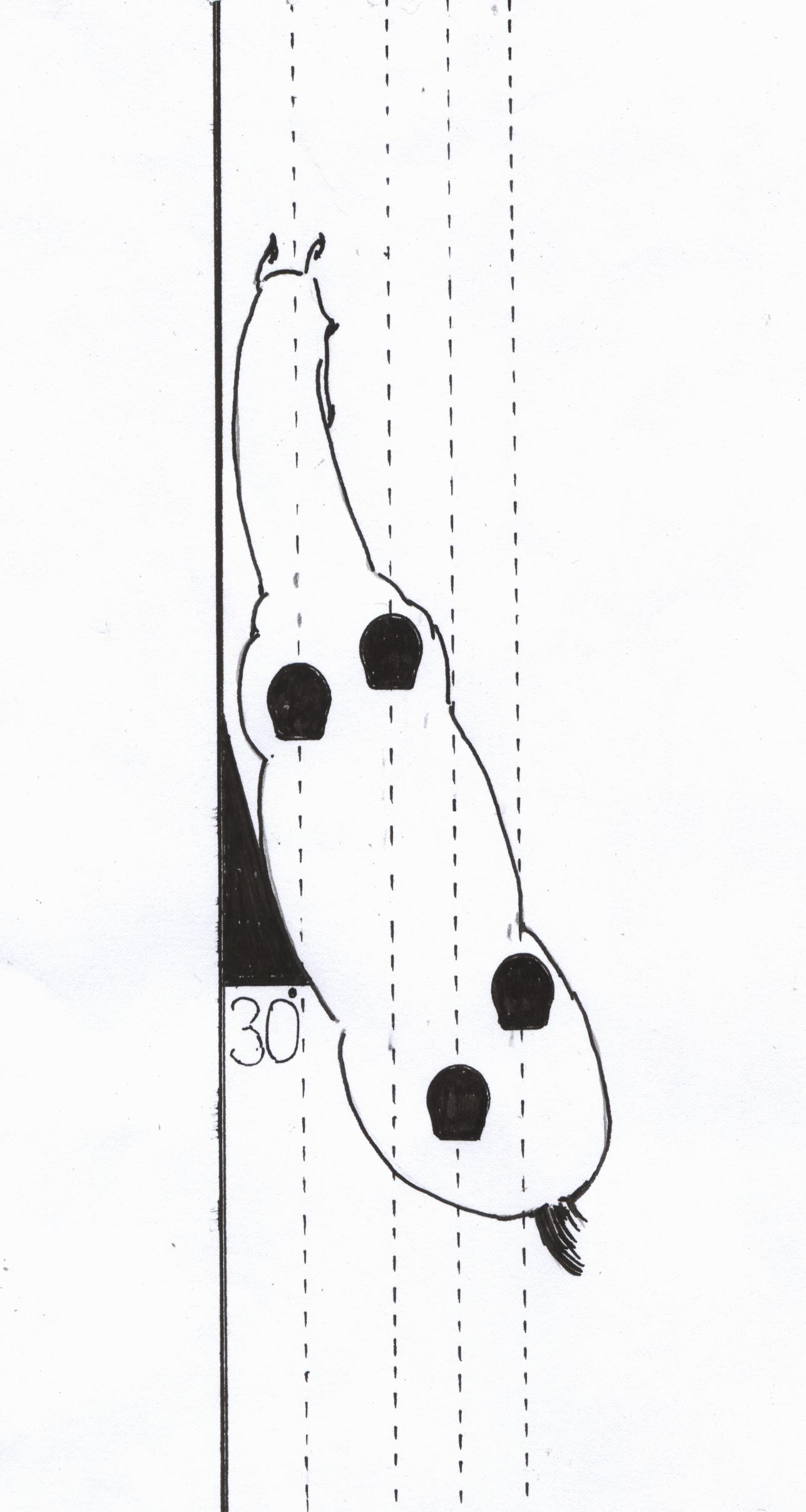
Abstellung und Hufschlaglinien beim Travers

Travers (Hinterteil in die Bahn gebogen) und Renvers (Hinterteil an die Wand gebogen) unterscheiden sich alleine in ihrer Ausrichtung zur Bande. Sie stellen für das Pferd dieselbe Bewegung dar. Es bewegt sich auf gerader Linie und biegt seinen Leib zur Außenseite, obwohl es mit der Vorhand weiter innen läuft.
Die Biegung des Pferdeleibes ist, der starren Wirbelsäule zwischen den Rippen geschuldet, hauptsächlich in der Hals- und ein wenig in der Lendenregion möglich. Durch Seitengänge wird die Körperbeherrschung in der Biegung, die Balance und die Geschmeidigkeit der Bewegungen gefördert.
Mit fortschreitender Ausbildung werden die Seitengänge auch auf dem Zirkel, dem Viereck und der Volte, sowie in Kunstgangarten (Piaffe, Passage, Terre à Terre, Mezair und Courbette und Schulen über der Erde) geritten. Seitengänge auf engster Volte nennt man Pirouette (Traversvolte) oder Repulon (Renversvolte).
Die Traversale stellt eine Bahnfigur in Seitengängen dar. Sie verbindet das Schulterherein zu Beginn mit der Traversverschiebung durch die Diagonale und dem Renvers beim Ankommen an der neuen Seite mit anschließendem Umstellen ins Schulterherein.
Im modernen Reitsport zählt man auch die Traversale zu den Seitengängen.
Schultervor und Reiten-in-Stellung gelten hier als Vorübungen für das Erlernen der Seitengänge.
Loriston-Clarke zählt auch noch die Vorhandwendung und das Schenkelweichen zu diesen Vorübungen.
Seitwärtsbewegungen des Pferdes, bei denen das Pferd nicht in der Wirbelsäule gebogen ist, sondern nur im Genick gestellt, wie beispielsweise beim Schenkelweichen bzw. Viereck verkleinern/vergrößern, zählen nicht zu den Seitengängen.

## Abstellung
Die Abstellung ist der Abstand, um den sich Vorder- oder Hinterhand bei den Seitengängen vom Hufschlag entfernen, daraus ergibt sich der Winkel des Pferdes zum Hufschlag. So beträgt zum Beispiel der „Abstellungswinkel vom Hufschlag“ beim Schulterherein etwa 30°, die Abstellung beim Schenkelweichen, das eine Seitwärtsbewegung, aber keinen Seitengang darstellt, darf maximal 45° betragen.

## Geschichte
Die Seitengänge sind eine unmittelbare Vorübung für jeglichen kämpferischen Einsatz des Reitpferdes. Die „Schlangentour“ genannte Bewegung des griechischen Kriegspferdeausbilders Xenophon (um 400 v. Chr.) hält B. Schirg für eine Kombination von Seitengängen.

„Ursprünglich als Kampfübung zustande gekommen, um etwa dem Gegner nur den Bug und nicht die Breitseite zu zeigen, auch um ihn zu täuschen, überhaupt, um geschickt zu manövrieren, sind solche Gangarten zustande gekommen, welche in der Natur fast nicht, allenfalls als natürliche Schiefe, traversartiges Gehen im Galopp, schulterhereinartiges im Trab, beobachtet werden können.“